# Neue Grafik (Zeitschrift)

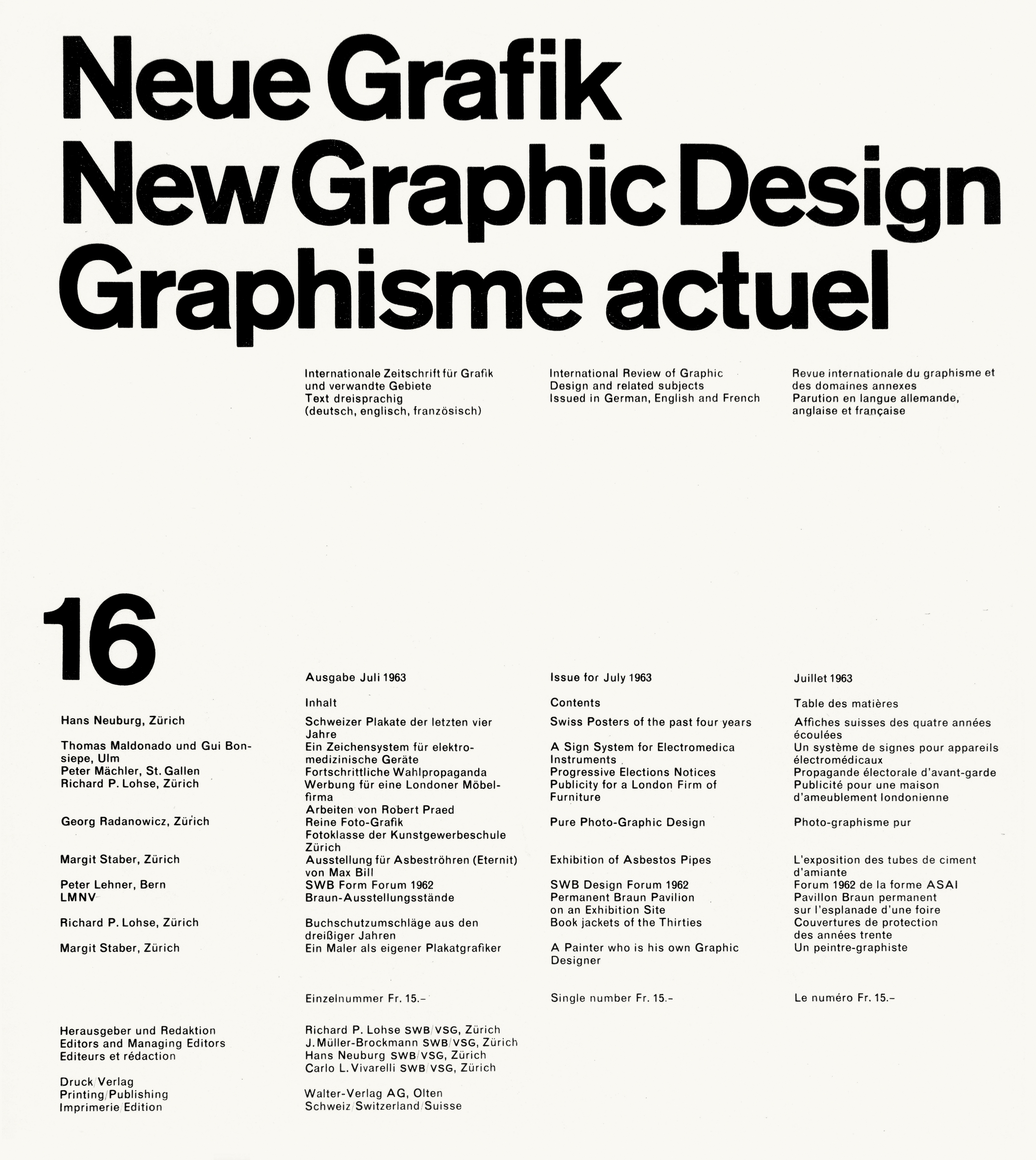
Umschlag Neue Grafik, Heft 16, Juli 1963

Neue Grafik / New Graphic Design / Graphisme actuel war eine Schweizer Grafik-Zeitschrift. Die dreisprachige Vierteljahresschrift in Deutsch, Englisch und Französisch, im Untertitel bezeichnet als «Internationale Zeitschrift für Grafik und verwandte Gebiete», erschien von 1958 bis 1965 im Walter Verlag.

## Geschichte

### Gründung
Der 15. Februar 1956 gilt als Gründungsdatum für die Neue Grafik. In einem Zürcher Restaurant trafen sich auf Initiative von Josef Müller-Brockmann die Gestalter und Künstler Richard Paul Lohse, Hans Neuburg und Carlo Vivarelli. Dieses «Viererkollegium» bildete die Redaktion und Herausgeberschaft der Zeitschrift. Regelmässig wiederkehrende Themen in den Heften waren die internationale Gestalterausbildung in den Schulen, Plakatgestaltung, Fotografie und Ausstellungsgestaltung. Ihre zahlreichen, gemeinsam verfassten Artikel zeichneten die Herausgeber mit den Sammelinitialen «LMNV».

### Ziele
Neue Grafik verstand sich als «internationales Forum für neue Grafik» und als Sprachrohr der sich in den 1950er-Jahren formierenden Bewegung moderner Schweizer Grafik. Ihren Manifestcharakter für eine konstruktive Gestaltung unterstrich die Zeitschrift dadurch, dass sie nur gute Beispiele präsentierte und keine Kritik an schlechter Gestaltung übte. Ihre Absicht formulierten die Herausgeber in ihrer gemeinsam verfassten «Einführung» im ersten Heft: «Die Belange der Grafik werden auf ihren werbenden und ästhetischen Wert hin untersucht. Damit gibt sich die Redaktionskommission indessen nicht zufrieden. Sie will nicht nur präsentieren, sie will auch argumentieren, erklären, aufklären, belehren, dokumentieren.»

### Zielgruppen
Auf Seite 3 des ersten Heftes, direkt an die «Einführung» anschliessend, listeten LMNV die Zielgruppen ihrer Neuen Grafik alphabetisch auf: «Annoncenexpeditionen, Ausstellungsfachleute, Behörden, Berufsberater, Bibliotheken, Buchdruckereien, Dekorateure, Einkäufer, Fotografen, Grafiker, Grafische Anstalten, Klischeefabriken, Kunstgewerbe- und Gewerbeschulen, Lithografie- und Tiefdruckanstalten, Materialverwalter, Museen, Organisatoren, Propagandaabteilungen von Firmen, Psychotechnische Institute, Reklamechefs, Reklameberater, Reklameorganisationen, Schriftsetzer, Typografen, Verbandssekretäre, Verkaufsleiter.»

### Autoren
Neben den eigenen und gemeinsam verfassten zahlreichen Artikeln der Herausgeber finden sich in den 17 Ausgaben überwiegend Schweizer Gestalter und Autoren mit Text- und Bildbeiträgen. Damit konnten sie ihren Anspruch, mit der Zeitschrift ein «internationales Forum für neue Grafik» zu schaffen, nicht umsetzen. Zu den «internationalen» Autoren in den 17 Heften zählen: Carlo Belloli, Ray Pearson, Eugen Gomringer, Gérard Ifert, H.L.C. Jaffé, Paul Schuitema, Dolf Saß, Gerrit T. Rietveld, Christof Gaßner, Udo Kultermann, Pierre Mendell, Günter Gerhard Lange, Herbert Lindinger, Thomas Maldonado, Gui Bonsiepe und Eckhard Neumann.

### Daten
Die Neue Grafik hatte ein fast quadratisches Format von 25 × 28 cm. Ihr Umschlag war immer weiss mit schwarzer Schrift. Den vierspaltigen Gestaltungsraster hatte Carlo Vivarelli entwickelte. Artikel waren im Schriftgrad 8 Punkt kompress in der mageren Akzidenz-Grotesk  gesetzt, Bildlegenden in 6 Punkt. Von wenigen Illustrationen abgesehen, war das Bildmaterial schwarz-weiss. Der Heftumfang lag zwischen 64 und 76 Seiten und die Auflage bei 4000 Exemplaren.

### Ende
Mit dem Doppelheft 17/18 im Februar 1965 wurde die Zeitschrift eingestellt. Bei hohen Verlusten und einem enttäuschenden Absatz musste der Verlag nach sieben Jahren und 17 Ausgaben das Projekt Neue Grafik beenden.